# Rudolph Johannes Frederik Henrichsen
Rudolph Johannes Frederik Henrichsen, född den 15 april 1800 i Schwerin, död natten mellan den 14 och 15 juli 1871 i Odense, var en dansk filolog och skolman. 
Henrichsen, som hade judiska föräldrar, uppfostrades från 1811 hos sin morbror, den kände köpmannen, senare journalisten Nathanson i Köpenhamn, där han bland annat umgicks med skalden Hertz. År 1818 blev han student från Borgerdydskolen i Köpenhamn, vars rektor Michael Nielsen väckte hans intresse för klassiska studier. År 1822 tog han universitetets guldmedalj för en historisk avhandling, 1825 filologisk ämbetsexamen; i förväg hade han låtit döpa sig. År 1826 blev han adjunkt vid Metropolitanskolen, 1828 overlærer i Helsingör; samma år disputerade han för magistergraden. År 1830 blev han lektor i latinsk filologi i Sorø, 1843 rektor i Odense och professor, 1868 etatsråd. Medlem av Videnskabernes Selskab blev han 1842. Henrichsen slöt sig under sin studietid nära till Madvig och hans krets (den faste stok av unga filologer); tillsammans med Elberling utgav han 1826 Garatonis Notæ in Ciceronis orationes. Hans huvudverk är en utgåva av Ciceros De oratore (1830) med textkritiska bidrag av Madvig. I Sorø sysselsatte han sig särskilt med bysantinsk filologi: Om den nygræske eller saakaldte Reuchlinske Udtale af det hellenske Sprog (program Sorø 1836) och Om de saakaldte politiske Vers hos Grækerne (program Sorø 1838), Om Schedografien i de byzantinske Skoler (program Odense 1843). Under sina senare år skrev han: Bidrag til Skoletugtens Historie i Norden (program Odense 1853), Deposits og Pennalisme (program Odense 1856). Nämnas kan även hans magisteravhandling De carminibus Cypriis (1828) och hans skolböcker, stycken för översättning dels från danska till latin, dels från latin till danska.

## Utmärkelser
- Professors namn,  1843[3]
- Riddare av Dannebrogorden,  1847[3]
- Dannebrogsmännens hederstecken,  1867[3]
- Etatsråd,  1868[3]

[Redigera Wikidata]